# Парфеній Небоза
Митрополит Парфеній Небоза — православний духовний діяч та письменник кінця XVII-початку XVIII ст., митрополит Архангельський та Важеський. 

## Життєпис
Імовірно уродженець України. 
Час виїзду його із України, а також час та місце прийняття чернецтва невідоме.  
Тривалий час мешкав на Близькому Сході, багато подорожував, брав участь у звільненні руських полонених із турецького полону, для християн, що мешкали в Туреччині здійснював богослужіння. 
Будучи чорним священиком, він подорожував по східних країнах то на коні чи на віслюку, доки були гроші, то пішки, коли біднів, розшукуючи одновірців. 
1686 — у Константинополі зустрівся зі своїм знайомим по Україні Іваном Лисицею, який приїхав із Москви разом із послом Микитою Олексієвим та перекладачем Авраамом до Константинопольського патріарха Діонисія IV  за грамотами, що санкціонували підпорядкування російському царю і будівництво у Константинополі  церкви Іоана Передтечі. Парфеній показував місто, водив їх до Софійського собору, куди «з великими труднощами і платнею входять християни», а також домовився про те, щоби звільнені ним православні відправилися із посольством до Росії. Сам Парфеній також вирішив їхати із ними до Москви, однак доплив тільки до Очакова, де посольство було затримане, і йому довелося через Білгород-Дністровський повертатися назад на Схід. 
Константинопольський патріарх Каллінік поважав інока, у 1691-му здійснив хіротонію Парфенія в єпископа із возведенням в сан митрополита Лаодікійського Антиохійського патріархату. Кизичеський митрополит Кирил, залишаючись при патріарху у Константинополі, послав Парфенія замісто себе на свою Кізичеську катедру, де Парфеній знаходився біля двох років, потім він інколи називається митрополитом Кизичеським. 
1696 — дібрався до Росії. 
1698  — дав царю Петру I панегірик з приводу перемоги над турками. 
1701 — у завойованому Азові поставлений митрополитом, де царем Петром планувалося заснувати центр нової єпархії. Однак Азовської митрополичої катедри так і не було засновано, Парфеній до Азову не поїхав. 
3 грудня 1703 — призначений митрополитом Холмогорським та Важеським. Святитель вирушив до міста свого призначення у грудні 1703, але дорогою зупинився у Ярославському Спасо-Преображенському монастирі, важко захворів і 2 січня 1704 помер. 
Похований у Печерській церкві під дзвіницею Спасо-Преображенського монастиря у Ярославлі. Над могилою поставлена дерев’яна рака, в якій до цього були мощі князів Федора Ростиславовича Чорного, Давида Федоровича та Костянтина Федоровича Улемець, ярославських чудотворців. 

## Літературні праці
- Лист царю Петру, панегірик у віршах до перемоги під Азовом.
- Вірші патріарху Геннадію.